# Xã Gallatin, Quận Clay, Missouri
Xã Gallatin (tiếng Anh: Gallatin Township) là một xã thuộc quận Clay, tiểu bang Missouri, Hoa Kỳ. Năm 2010, dân số của xã này là 68.393 người.